# Pape Amadou N’Diaye
Pape Amadou N’Diaye (ur. 24 lipca 1977 w Rufisque) – senegalski piłkarz grający na pozycji obrońcy. W swojej karierze rozegrał 2 mecze w reprezentacji Senegalu.

## Kariera klubowa
Karierę piłkarską N’Diaye rozpoczął w klubie ASC Port Autonome z Dakaru. W jego barwach zadebiutował w sezonie 1997/1998 w pierwszej lidze senegalskiej. Grał w nim do końca sezonu 1999/2000.
Latem 2000 roku N’Diaye wyjechał do Francji i został zawodnikiem Le Havre AC. W sezonie 2000/2001 grał w rezerwach tego klubu. W 2001 roku odszedł do Grenoble Foot 38. Grał w nim w latach 2001-2004 w rozgrywkach Ligue 2. Następnie został zawodnikiem trzecioligowego AS Cherbourg. Piłkarzem Cherbourga był do końca swojej kariery, czyli do 2009 roku.

## Kariera reprezentacyjna
W reprezentacji Senegalu N’Diaye zadebiutował w 1999 roku. W 2000 roku został powołany do kadry na Puchar Narodów Afryki 2000, na którym był rezerwowym i nie rozegrał żadnego spotkania. W kadrze narodowej rozegrał łącznie 2 mecze.